# Historia del mundo actual
'Historia del presente' o historia del 'tiempo presente' son distintos nombres para una disciplina historiográfica de reciente creación y de utilización no historiográfico surge por la necesidad de recuperar el sentido del término "contemporáneo" como tiempo coetáneo al de la experiencia vivida. La delimitación de la historia del presente o del mundo actual depende no solo de las vivencias de las diversas generaciones que coexisten en un momento dado sino de la conciencia histórica y del uso público del pasado por la política, los grupos sociales y los medios de comunicación. Los estudios sobre memoria histórica, de gran difusión en la actualidad, están estrechamente vinculados.
Con el uso de términos explícitamente ligados al presente y lo inmediato se insiste en su preferente aplicación para referirse a la más reciente actualidad, con lo que su objeto está en permanente construcción. La diferencia con el periodismo, que se ocupa también de la narración de la actualidad consiste en la aplicación de la metodología propia de la ciencia histórica. El problema de la objetividad es el que más fácilmente puede afectar al historiador de la historia inmediata o del tiempo presente; aunque tampoco ocurre que para épocas más pretéritas se consiga totalmente, a pesar de que para ellas debiera operar la perspectiva y la lejanía de intereses que da el paso del tiempo. Eric Hobsbawm argumenta que el historiador mantiene una relación muy personal incluso con el periodo no vivido directamente por él, pero que ha vivido de forma intermediada, influido por su familia u otros testimonios (lo que denomina zona de sombra). Para periodos más lejanos en el tiempo, la identificación con una religión, una nación, una civilización o cualquier otro rasgo (que, aunque carezca de validez para el presente, puede ser incluso adoptado por el historiador) operaría en el mismo sentido.

## Periodo
Tales etiquetas historiográficas son también utilizadas para periodizar el segmento más actual de la Edad Contemporánea, cuya determinación no ha suscitado un acuerdo generalizado entre los historiadores del periodo: pueden referirse al mundo posterior a la caída del muro de Berlín (1989) y la desaparición del bloque comunista ligado a la Unión Soviética; o al posterior a los atentados del 11-S (véanse las secciones Edad Contemporánea#La "historia inmediata" del "mundo actual": hacia la globalización y Edad Contemporánea#El 11-S y el mundo actual), aunque en su origen se acuñó (por historiadores franceses como Pierre Chaunu o Jean-Pierre Azéma) para designar al mundo posterior a la Segunda Guerra Mundial (1945). Para las historias nacionales, como por ejemplo la de España, también se utilizan distintas fechas: 1939 (final de la guerra civil española) o 1975 (muerte de Francisco Franco).

### Qué fue la Edad Contemporánea (Edad Moderna)
Conservando el espíritu del debate entre antiguos y modernos, la historiografía inglesa sigue llamando Modern Times al periodo que la historiografía francesa divide en Edad Moderna y Edad Contemporánea, separadas por la triple Revolución (revolución liberal, revolución burguesa y revolución industrial) que ponen fin al Antiguo Régimen y pueden concretarse en la fecha de 1789 (Revolución francesa) o en la de 1776 (Independencia de Estados Unidos) o en la de 1808 (Guerra de la Independencia española e inicio de las Guerras de independencia hispanoamericanas). En ese contexto, los historiadores burgueses y nacionalistas del siglo XIX hablaban de una historia contemporánea, es decir, cuyo tiempo compartían, al igual que Heródoto y Tucídides narraban hechos que habían vivido o que podían reconstruir por testimonios directos (como la actual historia oral)

### El cortosigloXX
El siglo XX quedó claramente dividido en una primera mitad marcada por la crisis de los treinta años (1914-1945, expresión de Arno Mayer parafraseando el título de un estudio de E. H. Carr prácticamente contemporáneo a los hechos), abierta y cerrada por las dos guerras mundiales y en cuyo período de entreguerras se desarrollaron la revolución soviética, los fascismos y la crisis de 1929; y una segunda mitad presidida por la Guerra Fría entre los dos bloques antagónicos liderados por los Estados Unidos y la Unión Soviética, la descolonización y el surgimiento del tercer mundo, la revolución científico-técnica, la revolución de 1968, la crisis de 1973 y la espectacular caída del bloque comunista en la revolución de 1989. Tal estructura justifica el encasillamiento debido a Eric Hobsbawm de un "siglo corto" terminado en 1989 o 1991 (caída del muro de Berlín o desaparición de la Unión Soviética).
Con ellos parece también haber caído la posición dominante del paradigma más característico de a mediados de siglo: el materialismo histórico o sus versiones más o menos adaptadas (notablemente las de la Escuela de Annales o y el marxistas ingleses); que sin dejar de seguir influyendo notablemente, viene siendo complementado por las aportaciones diferentes metodologías historiográficas, que van desde una historia más narrativa hasta la aproximación a otras ciencias sociales. Es de ese modo que coincide la renovación metodológica de la historiografía con la búsqueda de claves explicativas para el siglo XXI, periodo inaugurado con el atentado del 11 de septiembre de 2001, nuestra más radical contemporaneidad.

### El siglo XXI
Francis Fukuyama había pronosticado con el triunfo de la democracia liberal el fin de la Historia, pero parece haber sido Samuel Huntington el que ha acertado con su choque de civilizaciones. El siglo XXI, que había pronosticado André Malraux (1976) que sería religioso o no sería, parece que está contemplando un auge de los fundamentalismos.

## Institucionalización de la disciplina
La denominación Historia del Mundo Actual da nombre a algunas asignaturas universitarias.
En Francia existe un Institut d'histoire du temps présent (Instituto de historia del tiempo presente) ligado al CNRS, fundado por François Bédarida y dirigido por Christian Ingrao (otros investigadores son sus antiguos directores –Henry Rousso y Fabrice d'Almeida– Pierre Mélandri o Nicolas Werth).
Algunos autores españoles han reflexionado sobre este nuevo aspecto de la ciencia histórica, como Julio Aróstegui y Abdón Mateos, Antonio Rodríguez de las Heras, entre otros. Este, entre otras autoridades, cita a Jean Sirinelli y Paul Ricoeur, sobre qué debe ser objeto de esta disciplina, si todo lo actual o sólo los procesos cerrados.